# Otto Kurz
Otto Kurz (Vienna, 26 maggio 1908 – Londra, 3 settembre 1975) è stato uno storico dell'arte austriaco naturalizzato britannico.

## Biografia
Otto Kurz era figlio unico di Maximilian Kurz, medico (1871-1941), e di Anna Mandel (1883-1941), provenienti da famiglie della borghesia ebraica della Moravia. Dopo gli studi superiori in un liceo umanistico, studiò storia dell'arte e archeologia classica presso l'Università di Vienna dal 1927 al 1931, laureandosi con una tesi sui primi lavori di Guido Reni. Tra i suoi docenti vi furono Julius von Schlosser e Hans Tietze i quali, entrambi grandi conoscitori dell'arte italiana, influenzarono le ricerche di Kurz che si focalizzò soprattutto sulla pittura barocca e in particolare sulla scuola bolognese.
Al termine degli studi, Otto Kurz rimase a Vienna ancora per un anno lavorando presso l'Institut für Österreichische Geschichtsforschung (Istituto austriaco di ricerca storica), dove collaborò con Ernst Kris alla stesura del libro La leggenda dell'Artista, pubblicato poi nel 1933. Nel 1932 si trasferì ad Amburgo, lavorando nell'Istituto Warburg, un centro di studi culturali con una ricchissima biblioteca che, con l'addensarsi delle ombre del nazismo, fu nel 1934 spostato a Londra su iniziativa di Fritz Saxl. Kurz seguì questo trasferimento e continuò a Londra il suo lavoro di bibliotecario collaborando sia con Saxl che con Denis Mahon, altro celebre studioso di pittura barocca italiana, che volle finanziare alcune delle sue ricerche e commissionargli la traduzione in italiano di alcuni suoi scritti. Sposatosi nel 1937 con Hilde Schüller, figlia dell'economista Richard Schüller che sostenne e finanziò molte delle ricerche del genero, ebbe una figlia, Erica, nel 1940.
Nel 1943 Kurz fu chiamato al castello di Windsor da Anthony Blunt, conservatore delle collezioni reali britanniche, per catalogare la collezione di disegni della scuola bolognese di proprietà della corona. Nel 1944 fu nominato secondo e, nel 1949, primo bibliotecario del Warburg Institute, che nel frattempo era stato affiliato all'Università di Londra.
Dal 1965 in poi, Otto Kurz fu docente presso l'Università di Londra, dove insegnò storia della tradizione classica con particolare riferimento al Vicino Oriente; tenne diverse lezioni come ospite all'Università di Oxford e all'Università Ebraica di Gerusalemme. A Gerusalemme contribuì in maniera significativa all'ampliamento della collezione dell'Istituto Mayer di arte islamica, permettendo l'acquisizione di numerosi pezzi e facendo sì che l'Istituto divenisse una delle più ricche biblioteche di arte e archeologia islamica nel mondo.
Kurz aveva pensato di trasferirsi definitivamente a Gerusalemme al termine della sua attività lavorativa, ma la sua morte improvvisa nel 1975 impedì la realizzazione di questo progetto.

## Opere principali
- Die Legende vom Künstler (con Ernst Kris), Krystall-Verlag, Vienna, 1934. Traduzione italiana: La leggenda dell'Artista, a cura di G. Niccoli per Bollati Boringhieri, Torino
- A Hand List of Illuminated Oriental Christian Manuscripts (con Hugo Buchthal), The Warburg Institute, London, 1942
- Fakes: a Handbook for Collectors and Students Yale Univ. Press, New Haven, 1948. Traduzione italiana: Falsi e falsari, a cura di Licia Ragghianti Collobi per Neri Pozza Editore, Venezia, 1961
- Bolognese Drawings of the XVII & XVIII Centuries: in the Collection of Her Majesty the Queen at Windsor Castle, Phaidon Press, London, 1955
- Julius von Schlosser: Personalità-Metodo-Lavoro, in Critica d'arte, 11/12, 1955, pp. 402-419.
- Essays in Honor of Hans Tietze, 1880-1954 (con Ernst H. Gombrich e Julius Held), Gazette des Beaux-Arts, New York, 1958
- Bibliography of Jewish Art, Magnes Press, Hebrew University, Jerusalem, 1967